# Карл Фридрих Готлиб фон Кастел
Карл Фридрих Готлиб фон Кастел-Ремлинген (на немски: Karl Friedrich Gottlieb von Castell-Remlingen) от род Кастел е граф на Кастел-Ремлинген (1709 или 1717 – 1743) и полски генерал-майор и губернатор на Лайпциг. Той управлява с полубратята си Волфганг Георг II (1694 – 1735), Август Франц Фридрих (1705 – 1767) и Лудвиг Фридрих (1707 – 1772). Той също е на военна служба на маркграфа на Ансбах, по-късно на курфюрста на Саксония.

## Биография
Роден е на 16 април 1679 година в Манхайм. Той е най-възрастният син на граф Волфганг Дитрих фон Кастел-Ремлинген (1641 – 1709), бургграф на Алцай, и първата му съпруга Елизабет Доротея фон Лимпург (1639 – 1691), дъщеря на Лудвиг Казимир Шенк фон Лимпург-Зонтхайм (1611 – 1645) и Доротея Мария фон Хоенлое (1618 – 1695).. Баща му се жени втори път на 7 март 1693 г. за графиня Доротея Рената фон Цинцендорф (1669 – 1743). Внук е на Волфганг Георг фон Кастел-Ремлинген I († 1668) и графиня София Юлиана фон Хоенлое-Валденбург-Пфеделбах († 1682).
Сестра му Шарлота Юлиана (1670 – 1696) се омъжва на 3 февруари 1695 г. в Кастел за граф Йохан Фридрих фон Кастел-Рюденхаузен (1675 – 1749). Полусестра му София Теодора (1703 – 1777) се омъжва на 2 септември 1721 г. в Кастел за граф Хайнрих XXIX Ройс-Еберсдорф (1699 – 1747).
Карл Фридрих Готлиб следва в Хага и след това в Париж. През 1701 г. той е на служба в маркграфство Ансбах, където става полковник-лейтенант и участва в множество битки в Холандия и на Рейн.
От 1704 г. той участва в испанската наследствена война. През 1713 г. е на полско-саксонска служба и се бие заедно с Август II от Полша, който през 1728 г. го прави генерал-майор. През 1733 г. той става градски комендант на Дрезден. От 1740 г. е губернатор на Лайпциг и генерал на инфантерията.
Умира на 9 май 1743 година в Хамбург на 64-годишна възраст. Погребан е в Итцехое.

## Фамилия
Карл Фридрих Готлиб се жени на 2 декември 1721 г. в Рюденхаузен за далечната си роднина Фридерика Елеонора фон Кастел-Рюденхаузен (* 14 май 1701, Рюденхаузен; † 21 март 1760, Хамбург), наследничка на Брайтенбург, дъщеря на граф Йохан Фридрих фон Кастел-Рюденхаузен (1675 – 1749) (вдовец на сестра му Шарлота Юлиана), и третата му съпруга графиня Катарина Хедвиг цу Рантцау (1683 – 1743), наследничка на Брайтенбург (1683 – 1743). Те имат децата:
- Кристиана Шарлота Фредерика (1722 – 1773), омъжена на 26 май 1745 г. в Хамбург за граф Кристиан Гюнтер фон Щолберг-Щолберг (1714 – 1765), господар на Брамщет
- Франциска Хенриета Елеонора (1725 – 1806)
- Фридрих Август Готлиб (1729 – 1738)
- Катарина Хедвиг (1730 – 1781)
- Фридерика Луиза Амьона (1732 – 1802)
- Кристиан Адолф Фридрих Готлиб (1736 – 1762), граф на Кастел-Ремлинген (1743 – 1762), женен на 8 юли 1757 г. в Кил за графиня София Кристиана фон Холщайин-Холщайнборг, нямат деца
- Йохана Елизабет Хенриета (1738 – 1739)[7]